# Rás 2
Rás 2 ("canal 2") est une station de radio publique islandaise appartenant au groupe Ríkisútvarpið (RÚV). 

## Histoire
Créée en 1983, alors que le paysage radiophonique du pays était encore dominé par la station qui est devenue par la suite Rás 1 (le monopole de la radio d'État n'a pris fin qu'en 1986), cette station de format généraliste propose des informations, des magazines, du sport de la musique, des jeux et des débats. Les émissions commencent chaque jour à 6 heures du matin par un journal détaillé de 45 minutes, suivi du programme matinal Morgunútvarpið, présenté par Freyr Eyjólfsson, Guðmundur Pálsson et Margrét Marteinsdóttir. Conçue pour réveiller les auditeurs, cette émission fait alterner informations, services pratiques (météo, état du trafic routier), chroniques et musique. En fin de matinée, l'antenne est occupée par le programme musical Poppland (de 10h03 à 12h20, en semaine).

## Diffusion
Rás 2 est diffusée en modulation de fréquence (FM) sur l'ensemble du territoire islandais. Elle dispose de deux fréquences à Reykjavik, émettant sur le 90,1 MHz et le 99,9 MHz. La station est également disponible sur Internet.